# Каратальський сільський округ (Айиртауський район)
Карата́льський сільський округ (каз. Қаратал ауылдық округі, рос. Каратальский сельский округ) — адміністративна одиниця у складі Айиртауського району Північноказахстанської області Казахстану. Адміністративний центр — село Каратал.
Населення — 584 особи (2021; 1070 у 2009, 1621 у 1999, 1886 у 1989).
Станом на 1989 рік існувала Каратальська сільська рада (села Ботай, Високе, Каратал, Косколь, Сариозек, Шукурлюк). Село Сариозек було ліквідоване 2014 року.

## Склад
До складу округу входять такі населені пункти:
| Населений пункт | Старі назви | Населення, осіб (1989) | Населення, осіб (1999) | Населення, осіб (2009) | Населення, осіб (2021) |
| --------------- | ----------- | ---------------------- | ---------------------- | ---------------------- | ---------------------- |
| Ботай, село     | -           | 174                    | 151                    | 84                     | 38                     |
| Високе, село    | -           | 294                    | 221                    | 145                    | 61                     |
| Каратал, село   | -           | 767                    | 641                    | 473                    | 285                    |
| Косколь, село   | -           | 160                    | 137                    | 74                     | 38                     |
| Сариозек, село  | -           | 193                    | 181                    | 59                     | -                      |
| Шукирлик, село  | Шукурлюк    | 298                    | 290                    | 235                    | 162                    |